# Isaac Pitman
Sir Isaac Pitman (Trowbridge, 4 gennaio 1813 – Bath, 22 gennaio 1897) è stato un insegnante britannico, stenografo di fama mondiale, creatore dell'omonimo sistema stenografico.

## Biografia
Nominato Baronetto nel 1894, Sir Isaac Pitman creò il più utilizzato sistema stenografico del mondo anglo-sassone, oggi chiamato sistema Pitman. Espose il suo metodo per la prima volta nel saggio Stenographic Soundhand nel 1837. Pitman fu un qualificato insegnante che insegnò nella scuola privata da lui stesso fondata, The British School a Wotton-under-Edge. Fu anche il vicepresidente della Società Vegetariana.
Pitman nacque a Trowbridge, nella Contea del Wiltshire in Inghilterra. Nel censimento del 1851 risultava residente a Bath, di 38 anni di età, sposato con Mary, di 58 anni, nata a Newark-on-Trent, Nottinghamshire. Sposò in seconde nozze Isabella Masters nel 1861, come risulta dal censimento del 1871, all'età di 58 anni, con la seconda moglie Isabella di 46 anni. 
Isaac Pitman era un fervente Swedenborgiano. Non solo leggeva giornalmente The Writings di Emanuel Swedenborg; ma dedicava molto tempo e impegno per diffonderli. Pubblicò libri e scritti di Swedenborg e a lui relativi. 
Fu molto attivo nella Comunità della New Church a Bath, quando abitava nella la zona residenziale del Royal Crescent. Ne fu uno dei fondatori quando la Comunità fu costituita nel 1841. Ne fu presidente dal 1887 fino alla sua morte nel 1897. Il suo contributo per questa Chiesa fu premiato dalla comunità con una vetrata che ritrae un cherubino dorato nel tempio della saggezza, come descritto da Swedenborg nel suo scritto True Christian religion No. 508. La vetrata gli fu dedicata il 5 settembre 1909.
Il suo epitaffio alla memoria nel muro settentrionale dell'abbazia di Bath dice: I suoi propositi erano immediati, la sua mente originale, la sua opera prodigiosa, i risultati di importanza mondiale. La sua vita fu condotta al servizio di Dio e ai doveri per l'uomo.
Verso il 1837 Pitman smise di bere alcoolici, e verso il 1838 diventò vegetariano. Mantenne queste pratiche per tutta la vita; e in una sua famosa lettera al quotidiano The Times attribuì a ciò il suo continuo eccellente stato di salute, e la sua capacità di lavorare per molte ore.
Isaac Pitman era fratello di Benjamin Pitman, naturalizzato statunitense, noto scrittore, insegnante di arte e lui stesso stenografo. Era cugino di Abraham Leverton, noto industriale, filantropo e membro del Parlamento. Fu inoltre il nonno di Sir James Pitman, uomo d'affari, giornalista, membro del Parlamento, insegnante e creatore dello Initial Teaching Alphabet per la semplificazione dell'ortografia inglese.
Isaac Pitman fu per tutta la vita un sostenitore di una riforma dell'ortografia della lingua inglese, e pubblicò molti scritti a tale scopo. Il suo motto era: Il tempo risparmiato è vita guadagnata.
Una conseguenza del suo interesse per le riforme ortografiche fu la creazione di un sistema di stenografia fonetica sul quale pubblicò un primo saggio nel 1837, intitolato Sound-Hand. Tra gli esempi contenuti nel saggio vi erano il Salmo nr. 100, Il Padre Nostro, e le Rules of Life (Regole di Vita) di Svedenborg. Nel 1844 pubblicò Phonotipy, la sua opera principale sulle riforme ortografiche. Nel 1845 Pubblicò la prima versione del English Phototypic Alphabet. Nel censimento del 1881 il suo nome venne scritto foneticamente Eisak Pitman. Nel censimento del 1891 ritornò ad essere elencato come Isaac, ma il luogo di nascita risultò erroneamente essere Bath.

## Il  sistema Pitman
Il sistema Pitman è un metodo stenografico, ideato per la lingua inglese, che Pitman divulgò a partire dal 1837. Come la maggior parte dei metodi stenografici, si tratta di un sistema a base fonetica; i simboli non rappresentano lettere, ma piuttosto suoni; e le parole sono, per la maggior parte, scritte come vengono pronunciate. A tutt'oggi, il sistema Pitman è il più usato nel Regno Unito, e il secondo negli Stati Uniti dopo il sistema Gregg.
Una caratteristica del sistema è che le paia di consonanti sorde e sonore (per es. /p/ e /b/ oppure /t/ e /d/) vengono rappresentati da tratti che si differenziano soltanto nello spessore; i tratti sottili rappresentano i suoni "sordi" come /p/ e /t/, mentre i tratti rafforzati rappresentano i suoni "sonori" come /b/ e /d/. Ciò richiede strumenti di scrittura sensibili alla pressione dello scrivano: in origine si usavano penne a sfera speciali, munite di pennini sottili e flessibili; ma oggi si usano solitamente le matite.
Il sistema Pitman impiega tratti diritti e tratti a quarto di cerchio, di vario orientamento, per rappresentare i suoni consonantici. Il modo principale per indicare le vocali è l'uso di segni leggeri o rafforzati, che consistono in puntini, lineette o altri segni speciali scritti accanto alle consonanti. Le vocali vengono scritte davanti al tratto (o al di sopra di un tratto orizzontale) se la vocale è pronunciata davanti alla consonante, e dietro il tratto (o al di sotto di un tratto orizzontale) se è pronunciata dopo la consonante. Ogni vocale, se indicata con un punto per le vocali corte o con una lineetta per le vocali lunghe, più strascicate, viene posizionata in rapporto al tratto a lei adiacente (all'inizio, in mezzo o alla fine) per indicare suoni vocalici diversi, risolvendo così ogni ambiguità. Però, per accelerare la velocità di scrittura, esistono regole di "notazione delle vocali" dove il tratto della consonante viene alzato, mantenuto sulla linea, o abbassato, per indicare se la prima vocale della parola è scritta all'inizio, in mezzo o alla fine del un tratto consonantico, senza che la vocale venga realmente scritta. Ciò è in genere sufficiente per distinguere parole con strutture simili di consonanti. Un altro metodo per indicare le vocali è quello di scegliere fra tratti diversi per la stessa consonante. Per esempio, il suono "r" ha due tipi di tratti: rotondo, o a linea diritta, a seconda che il suono della vocale preceda o segua la "r".
Parecchie versioni del sistema si sono susseguite a partire dal 1837. Il metodo originale possedeva un "alfabeto" di consonanti, in seguito modificato. Modifiche e regole aggiuntive furono applicate alle versioni successive. Il Pitman New Era (1922-1975) comprendeva il più consistente gruppo di regole ed elenchi di abbreviazioni. Il Pitman 2000 (1975-oggi) ha introdotto alcune semplificazioni e ha drasticamente ridotto gli elenchi di abbreviazioni in modo da ridurre lo sforzo di memoria, semplificandoli ad un elenco di 144 forme abbreviate. Le versioni più recenti hanno eliminato alcuni simboli ed hanno introdotto altre semplificazioni alle versioni precedenti. Per esempio, i tratti "rer" (un tratto a uncino rafforzato e curvato verso il basso) e "kway" (un tratto diritto orizzontale), sono presenti nel Pitman New Era, ma non nel Pitman 2000.

### Il sistema Pitman in Italia e a Malta
Il sistema Pitman fu adattato con successo a molte altre lingue. Esso ebbe due tanto validi quanto sfortunati adattamenti alla lingua italiana: uno da parte di Peter Paul De Cesare a Malta; e uno in Italia, ad opera di Giuseppe Francini.